# Гревілл Вінн
Гревілл Мейнерд Вінн (1919—1990) — британський шпигун в СРСР, відомий як зв'язковий з полковником ГРУ Генштабу Міністерства оборони СРСР Олегом Пеньковським.

## Біографія
Гревілл Мейнерд Вінн народився 19 березня 1919 року в родині шахтаря. Він закінчив Ноттінгемський університет за спеціальністю «інженер-електрик». У роки Другої Світової війни Вінн працював у британській службі військової розвідки МІ-5. Згодом, з 1955 року, Вінн став працювати на зовнішню розвідку Великої Британії — МІ-6. Після закінчення війни він став займатися комерцією, заснував дві компанії — «Гревілл Вінн Лімітед» і «Мобайл Ексібішн Лімітед». Дані фірми неодноразово виконували ролі представників інших, більш солідних фірм, що дозволяло Вінну вільно їздити по всьому світу. Неодноразово бував він і в СРСР.
У 1955 році Вінн відновив співпрацю з розвідкою. Він пройшов хорошу підготовку з ведення розвідувальної і диверсійної діяльності. Вінн став справжнім професійним розвідником.

## Вінн і Пеньковський
У грудні 1960 року, коли Вінн прилетів у Москву, на контакт з ним вийшов полковник ГРУ ГШ ЗС СРСР Олег Пеньковський, який запропонував свої послуги британській розвідці в ролі агента в обмін на щедру оплату і гарантію допомоги у втечі за кордон. Зустріч відбувалася в ресторані готелю «Національ». Вінн передав лист Пеньковського представникам англійської розвідки і отримав згоду на контакт з підполковником. 20 квітня 1961 року в лондонському аеропорту Хітроу виїхавши у закордонне відрядження Пеньковський передав Вінну два пакети з інформацією. У той же день він підписав акт вербування, що передбачав виконання всіх умов, поставлених Пеньковським.
За весь час своєї діяльності Пеньковський тричі бував у закордонних відрядженнях, але для постійної передачі інформації потрібний був постійний канал зв'язку. Саме Гревілл Вінн став зв'язковим Пеньковського. Так тривало більше двох років.

## Арешт, слідство і суд
У 1962 році співробітники контррозвідки КДБ СРСР заарештували Пеньковського. Той видав свого зв'язкового, Вінна. 2 листопада 1962 року Вінн був заарештований в Будапешті спецслужбами Угорської Народної Республіки і на підставі договору з СРСР його передали представникам СРСР.
Спочатку Вінн все категорично заперечував і вміло захищався. Пеньковський, намагаючись виторгувати собі життя, розповів на слідстві все що знав. Під вагою незаперечних доказів Вінн зізнався і попросив про поблажливість до нього як до іноземного громадянина. 7 травня 1963 року Пеньковський і Вінн постали перед Військовою колегією Верховного Суду СРСР. Процес у справі британських розвідників знімався на камеру і навіть вибірково транслювався по телебаченню. 11 травня 1963 року суд виніс вирок, за яким Пеньковський був засуджений до вищої міри покарання — смертної кари через розстріл, а Вінн — до восьми років позбавлення волі з відбуванням перших трьох років у в'язниці, а наступних п'яти — в колонії суворого режиму. 16 травня 1963 року вирок щодо Пеньковського був приведений у виконання.
Також відповідно до ухвали Верховного Суду СРСР 12 співробітників британського посольства, помічені у зв'язках з Пеньковським і Вінном, були оголошені персонами нон-грата і вислані у Велику Британію.

## Подальша доля
Гревілл Вінн просидів у в'язниці 11 місяців, після чого був обмінений на радянського розвідника Конона Молодого, він же Гордон Лонсдейл. В 1964 році у Великій Британії вийшла його книга «Людина з Москви».
28 лютого 1990 року Гревілл Вінн помер у віці 70 років.

## В кінематографі
У 2020 році про історію співпраці Вінна з Олегом Пеньковським був знятий художній фільм «Кур'єр». Роль Вінна зіграв Бенедикт Камбербетч.